# Резуситадо (Картахена)

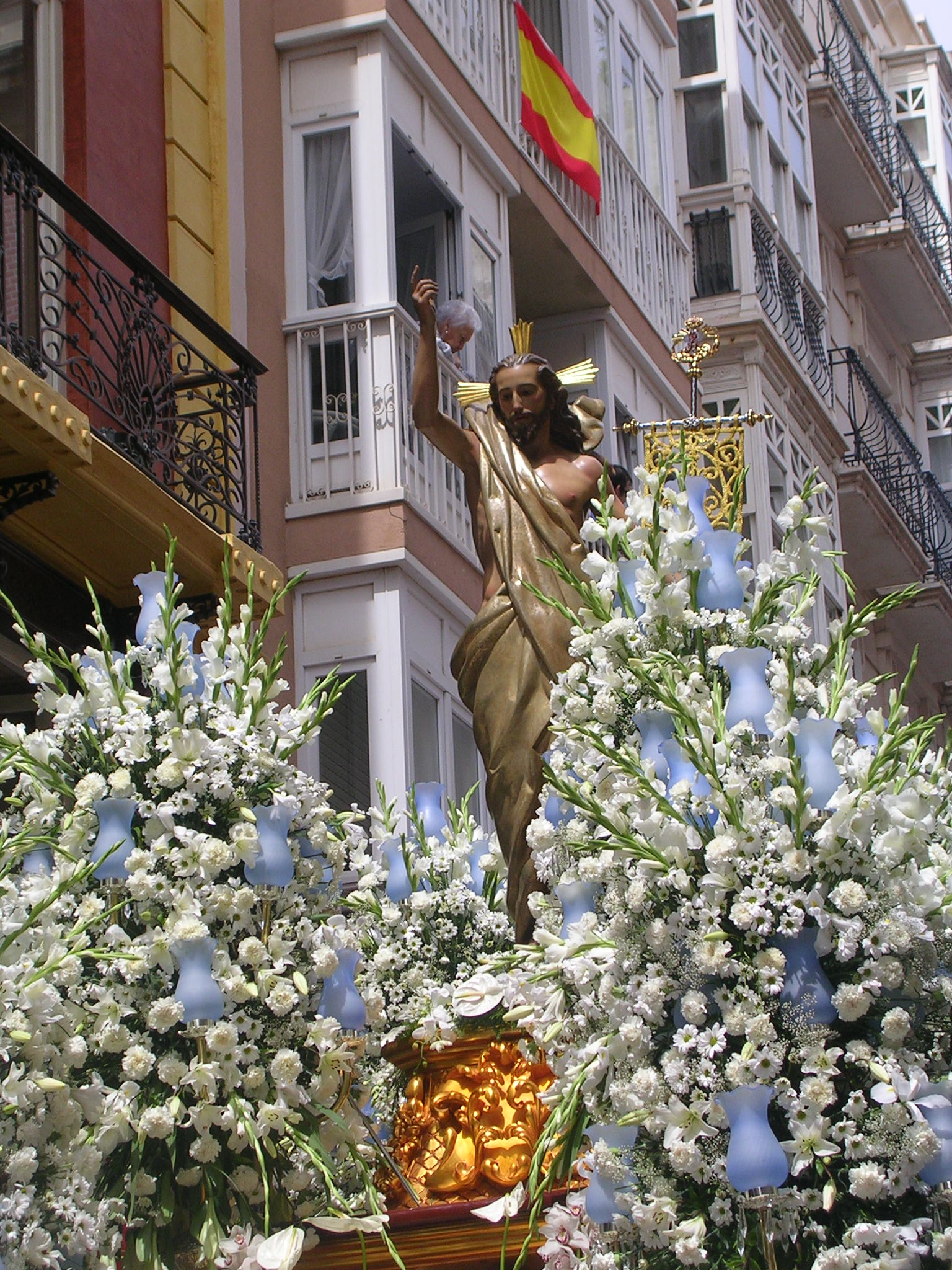
Во время процессии

Братство Резуситадо или Королевское и славное братство Отца Нашего Иисуса Воскресшего (исп. Cofradía del Resucitado, Real e Ilustre Cofradía de Nuestro Padre Jesús Resucitado) — покаянное братство Римско-католической церкви в Картахене, в Испании, основанное 15 ноября 1943 года. Одно из четырёх братств, организовывающих ежегодные процессии в Страстную пятницу и на праздник Пасхи в Картахене. Цвет облачения — белый. Братство включает восемь независимых групп. Старший брат — Томас Мартинес Паган.
Герб братства представляет собой латинский крест, на котором изображена большая буква R. Крест стоит на облаке и сияет на концах. По бокам ветви лавра. Герб венчает королевская корона.

## История
В 1941 году из Братства Маррахос выделились группы, начавшие проводить процессии в воскресное утро на Пасху. 15 ноября 1943 года новое братство получило каноническое признание и прикреплено к приходу церкви Санта-Мария-де-Грасия. Первым Старшим братом был Хосе Антонио Перес-Гонсалес.
Братство имеет титул «Прославленного», дарованного ему епископом Картахены в 1984 году, и титул «Королевского» с 1987 года, когда почетным братом Резуситадо стал Его Королевское Высочество принц Астурийский.
Ежегодно процессия проходит утром в пасхальное воскресенье в 10:00, начинаясь от церкви Санта-Мария-де-Грасия и следуя по следующему маршруту:
Айре, Хара, Кампос, Сан Франсиско, Пл. Сан Хинес, Дукуэ, Пл. Ризуэньо, Каридад, Серрета, Пл. Лопес Пинто, Паркуэ, Пл. Хуан XXIII, Каналес, Кармен, Пуэртас де Мурсия, Пл. Сан Себастьян, Майор, Саньон, Айре.